# 小行星3137
小行星3137（3137 Horky）是一颗围绕太阳公转的小行星。1982年9月16日，安東寧·姆爾科斯在克萊季发现了此天体。
該小行星以捷克的霍基山（Horky）命名。
这颗小行星的绝对星等为135.29751等。